# Jörg Drews
Jörg Drews (* 26. August 1938 in Berlin; † 3. März 2009 in Bielefeld) war ein deutscher Literaturwissenschaftler und Literaturkritiker.

## Leben und Werk
Drews studierte Germanistik, Anglistik und Geschichte in Heidelberg, München und London und wurde 1966 mit einer Dissertation über Albert Ehrenstein promoviert. Danach wurde er Redakteur im Feuilleton der Süddeutschen Zeitung, wo er bis zuletzt hauptsächlich literaturkritische Artikel verfasste. 1973 wurde Drews auf eine Professur für Literaturkritik und Literatur des 20. Jahrhunderts an der kurz zuvor neugegründeten Universität Bielefeld berufen. Seine Lehrtätigkeit setzte er auch nach seiner Emeritierung 2003 fort.

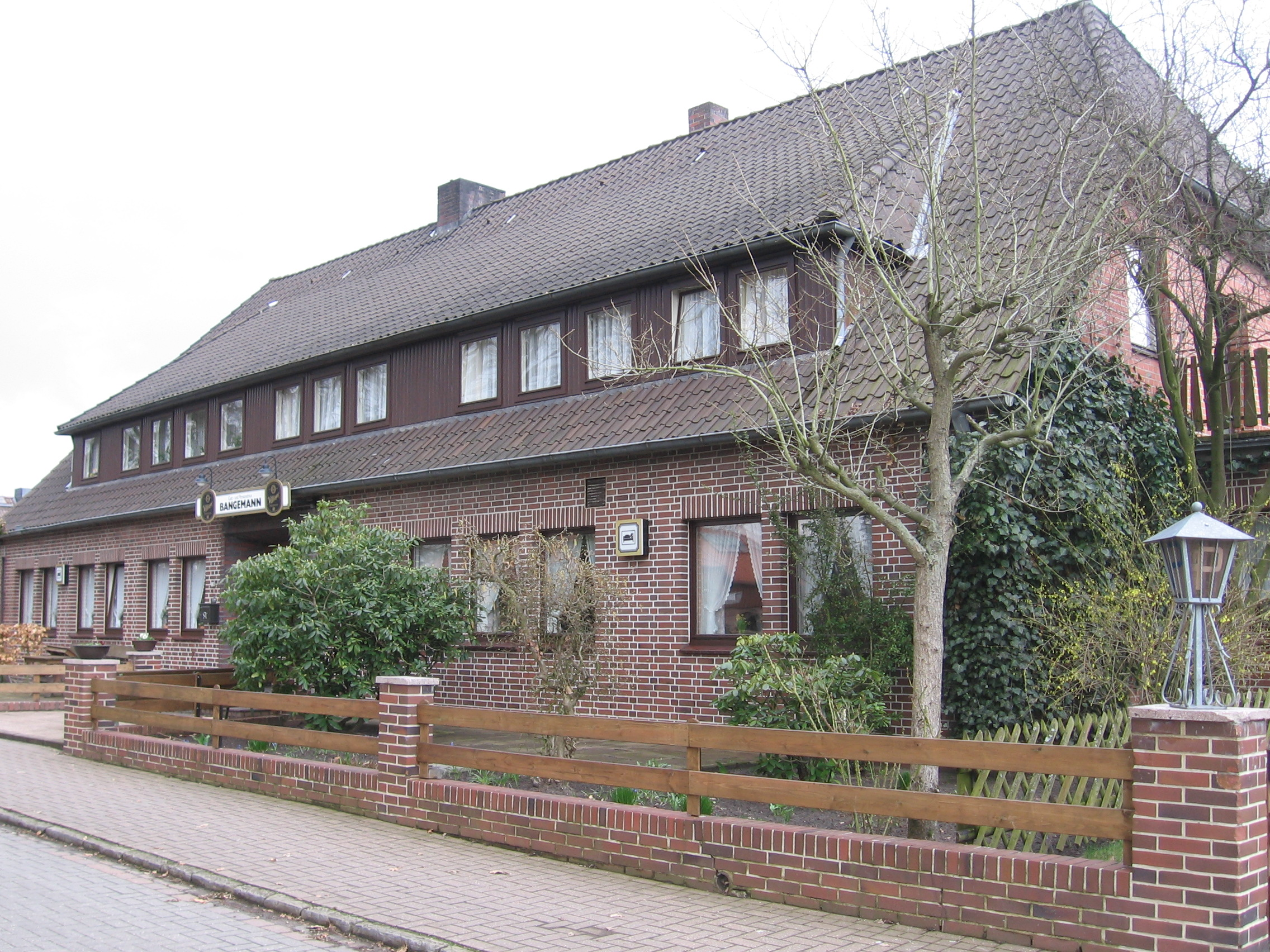
Gasthof Bangemann in Bargfeld, 2006. Hier gründete Drews 1970/1971 mit einigen Mitstreitern das „Arno-Schmidt-Dechiffrier-Syndikat“, aus dem der Bargfelder Bote hervorging.

Bereits früh konzentrierte sich Drews’ Forschung auf das Werk des deutschen Schriftstellers Arno Schmidt. Nachdem er 1963 einen ersten Aufsatz zu Schmidt veröffentlicht hatte, traf er den zurückgezogen lebenden Dichter auch immer wieder persönlich in dessen Wohn- und Wirkungsort Bargfeld. 1971 und 1972 lud er zu zwei Treffen von Schmidt-Lesern in Bargfeld ein. Die Teilnehmer, die akribisch versuchten, Werke Arno Schmidts zu enträtseln, vor allem dessen gerade erschienenes Monumentalwerk Zettel’s Traum, bezeichneten sich selbstironisch als „Arno-Schmidt-Dechiffrier-Syndikat“. Drews schlug vor, eine Zeitschrift zum gegenseitigen Austausch zu gründen. Daraus ging der Bargfelder Bote hervor, der 1972 zum ersten Mal erschien. Drews fungierte bis zu seinem Tod als Herausgeber der Zeitschrift, die schon bald zum wichtigsten Organ der Schmidt-Forschung avancierte. Aufgrund seiner weitreichenden Tätigkeiten in Sachen Arno Schmidt gilt er als „Nestor der Arno-Schmidt-Forschung“.
Ein weiterer Forschungsschwerpunkt von Drews war das Werk Johann Gottfried Seumes. 1995 gründete Drews die Johann-Gottfried-Seume-Gesellschaft zu Leipzig. Außerdem gab er mit Dirk Sangmeister die Werke und Briefe Seumes (drei Bände) im Deutschen Klassiker Verlag neu heraus. Weitere Schwerpunkte waren etwa die Arbeiten von James Joyce und die deutsche Nachkriegsliteratur. Er war Freund, Förderer und Bewunderer Walter Kempowskis. Auch als „Erklärer“ des experimentellen Schriftstellers Paul Wühr machte er sich verdient. 1996 konzipierte Drews eine Ausstellung zu Werner Kraft im Deutschen Literaturarchiv in Marbach am Neckar. Zusammen mit anderen Forschern trug er die Briefe von und an den baltischen Publizisten Garlieb Merkel zusammen, zu dessen Wirken er vom 21. bis 23. Februar 1997 ein Colloquium mit dem Titel Garlieb Merkels publizistische Aktivitäten im Kontext von Politik und Literaturkritik seiner Zeit veranstaltete. Seit 1977 gab Drews gemeinsam mit Klaus Ramm und Hartmut Geerken die Reihe Frühe Texte der Moderne heraus. In dieser Reihe werden die Werke wenig beachteter Schriftsteller des frühen 20. Jahrhunderts neu herausgegeben. Im Reclam-Verlag gab Drews zahlreiche Klassiker-Ausgaben sowie Anthologien wie Nach soviel Unsinn und Irrfahrt. Liebesgedichte nach 1945 (2004) und Das zynische Wörterbuch. Ein Alphabet harter Wahrheiten (2008) heraus.

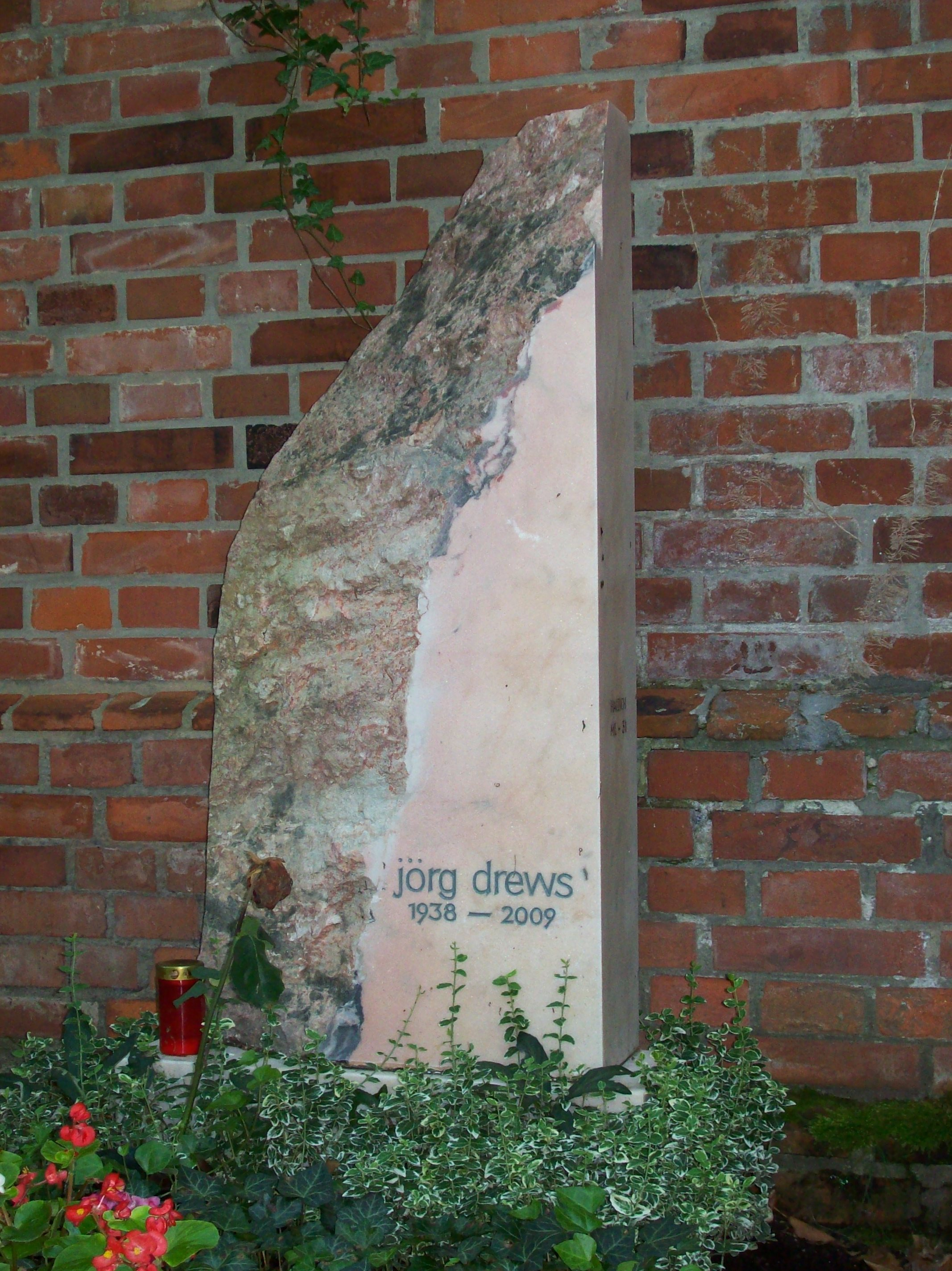
Grabstein von Jörg Drews auf dem Friedhof München-Haidhausen

Drews befasste sich – in Rezensionen und wissenschaftlichen Veröffentlichungen – auch mit experimenteller Lyrik wie derjenigen Herbert Achternbuschs oder derjenigen in und um die Wiener Gruppe (z. B. Friederike Mayröcker, Gerhard Rühm). Er war Mitbegründer des Bielefelder Colloquiums Neue Poesie, in dem Dichter wie Ernst Jandl und H. C. Artmann in den Jahren 1978–2002 einmal jährlich experimentelle Lyrik diskutierten und vortrugen. Außerdem war er seit 2002 Vorsitzender der Jury des renommierten Hörspielpreises der Kriegsblinden. Zeitweise war er Vorstandsmitglied des P.E.N.-Zentrums Deutschland. Er verfasste zahlreiche Artikel für Kindlers Literatur Lexikon.
Jörg Drews galt als anspruchsvoller und engagierter akademischer Lehrer. Zu seinen Schülern gehörten unter anderem Axel Dunker, Sabine Kyora, Dirk Sangmeister und Jan Süselbeck.
Jörg Drews starb am 3. März 2009 an Herzversagen. Sein Nachlass befindet sich im Archiv der Akademie der Künste in Berlin.

## Schriften
- Luftgeister und Erdenschwere. Rezensionen zur deutschen Literatur 1967–1999. Suhrkamp Verlag, Frankfurt am Main 1999, ISBN 978-3-518-39537-0.
- Sichtung und Klarheit: kritische Streifzüge durch die Goethe-Ausgaben und die Goethe-Literatur der letzten fünfzehn Jahre. Kirchheim, München 1999, ISBN 978-3-87410-082-3.
- Huronen und Andere. Bilder und Texte. Löcker Verlag, Wien 2000.
- Im Meer der Entscheidungen. Aufsätze zum Werk Arno Schmidts 1963–2009 (= Bargfelder Bote. Sonderlieferung). Herausgegeben von Axel Dunker. edition text & kritik, München 2014, ISBN 978-3-86916-320-8.
- Lob des krummen Holzes. Über Paul Wühr. Mit drei Beiträgen von Paul Wühr. Herausgegeben von Thomas Combrink. Aisthesis, Bielefeld 2016, ISBN 978-3-8498-1174-7.

Editionen
- Albert Ehrenstein: Wie bin ich vorgespannt den Kohlenwagen meiner Trauer. Gedichte. Herausgegeben von Jörg Drews. Edition text + kritik München 1986, ISBN 3-88377-215-1.
- August Stramm: Gedichte, Dramen, Prosa, Briefe (= Reclams Universal-Bibliothek. Band 9929). Reclam, Stuttgart 1997, ISBN 978-3-15-009929-2.
- Gerhard Rühm: um zwölf uhr ist es sommer. Gedichte, Sprechtexte, Chansons, Theaterstücke, Prosa. Auswahl und Nachwort von Jörg Drews. Reclam Verlag, Stuttgart 2000, ISBN 3150180554.
- Johann Gottfried Seume: Spaziergang nach Syrakus im Jahre 1802. Herausgegeben und mit einem Nachwort versehen von Jörg Drews. Insel-Verlag, Leipzig/Frankfurt am Main 2001, ISBN 978-3-458-34480-3.
- Johann Gottfried Seume: Briefe (= Bibliothek Deutscher Klassiker. Band 178). Herausgegeben von Jörg Drews und Dirk Sangmeister unter Mitarbeit von Inge Stephan. Deutscher Klassiker Verlag, Frankfurt am Main 2002, ISBN 978-3-618-61400-5.
- Günter Eich: Sämtliche Gedichte. Auf der Grundlage der Ausgabe von Axel Vieregg herausgegeben von Jörg Drews. Suhrkamp, Frankfurt am Main 2006, ISBN 978-3-518-41859-8.
- Gottfried Keller: Der grüne Heinrich (= Reclams Universal-Bibliothek. Band 18282). Nach der ersten Fassung von 1854/55 herausgegeben von Jörg Drews. Reclam, Stuttgart 2016, ISBN 978-3-15-018282-6.

Anthologien
- Das bleibt. Deutsche Gedichte 1945–1955 (= Reclams Universal-Bibliothek. Band 1532). Herausgegeben und mit einem Nachwort von Jörg Drews. Reclam, Leipzig 1995, ISBN 978-3-379-01532-5.
- Nach soviel Unsinn und Irrfahrt. Liebesgedichte nach 1945 (= Reclams Universal-Bibliothek. Band 20091). Reclam Verlag, Leipzig 2004, ISBN 978-3-379-20091-2.
- Dichter beschimpfen Dichter. Die endgültige Sammlung literarischer Kollegenschelten. Herausgegeben und mit einem Nachwort von Jörg Drews. Haffmanns bei Zweitausendeins, Frankfurt a. M. 2006, ISBN 978-3-86150-580-8.
- Das zynische Wörterbuch. Ein Alphabet harter Wahrheiten. Reclam Verlag, Stuttgart 2008.
- Das Labyrinth ist eröffnet: Liebesgedichte der Gegenwart. Herausgegeben und mit einem Nachwort von Jörg Drews. Reclam, Stuttgart 2008, ISBN 978-3-15-018541-4.

Sammelbände
- Gebirgslandschaft mit Arno Schmidt. Grazer Symposion 1980 (= Bargfelder Bote. Sonderlieferung). edition text + kritik, München 1982, ISBN 3-88377-090-6.
- mit Heinrich Schwier: »Lilienthal oder die Astronomen«. Historische Materialien zu einem Projekt Arno Schmidts (= Bargfelder Bote. Sonderlieferung). edition text + kritik, München 1984, ISBN 3-88377-169-4.
- Mitwelt – Nachwelt – Internet. Vorträge und Materialien zur Rezeption Goethes zwischen 1800 und 2000. Aisthesis Verlag, Bielefeld 2000, ISBN 978-3-89528-299-7.
- mit Doris Plöschberger: ‚Des Dichters Aug’ in feinem Wahnwitz rollend...‘. Dokumente und Studien zu „Zettel’s Traum“. edition text & kritik, München 2001, ISBN 3883776580.
- mit Doris Plöschberger: Starker Toback, voller Glockenklang. Zehn Studien zum Werk Arno Schmidts. Aisthesis Verlag, Bielefeld 2001, ISBN 3895283436.
- Seume: „Der Mann selbst“ und seine „Hyperkritiker“. Vorträge der Colloquien zu Johann Gottfried Seume in Leipzig und Catania 2002. Aisthesis Verlag, Bielefeld 2004, ISBN 978-3-89528-440-3.
- In Polen, Palermo und St. Petersburg. Vorträge der Colloquien zu Johann Gottfried Seume in Grimma, Riga und Tartu 2003 und 2005. Aisthesis Verlag, Bielefeld 2008.